# Pantala
Pantala là một chi chuồn chuồn ngô thuộc họ Libellulidae
tiếng Anh thường gọi là Rainpool Gliders.
Nó gồm các loài:
- Pantala flavescens (Fabricius, 1798) – Wandering Glider[2]
- Pantala hymenaea Say, 1840 – Spot-winged Glider[2]

## Hình ảnh

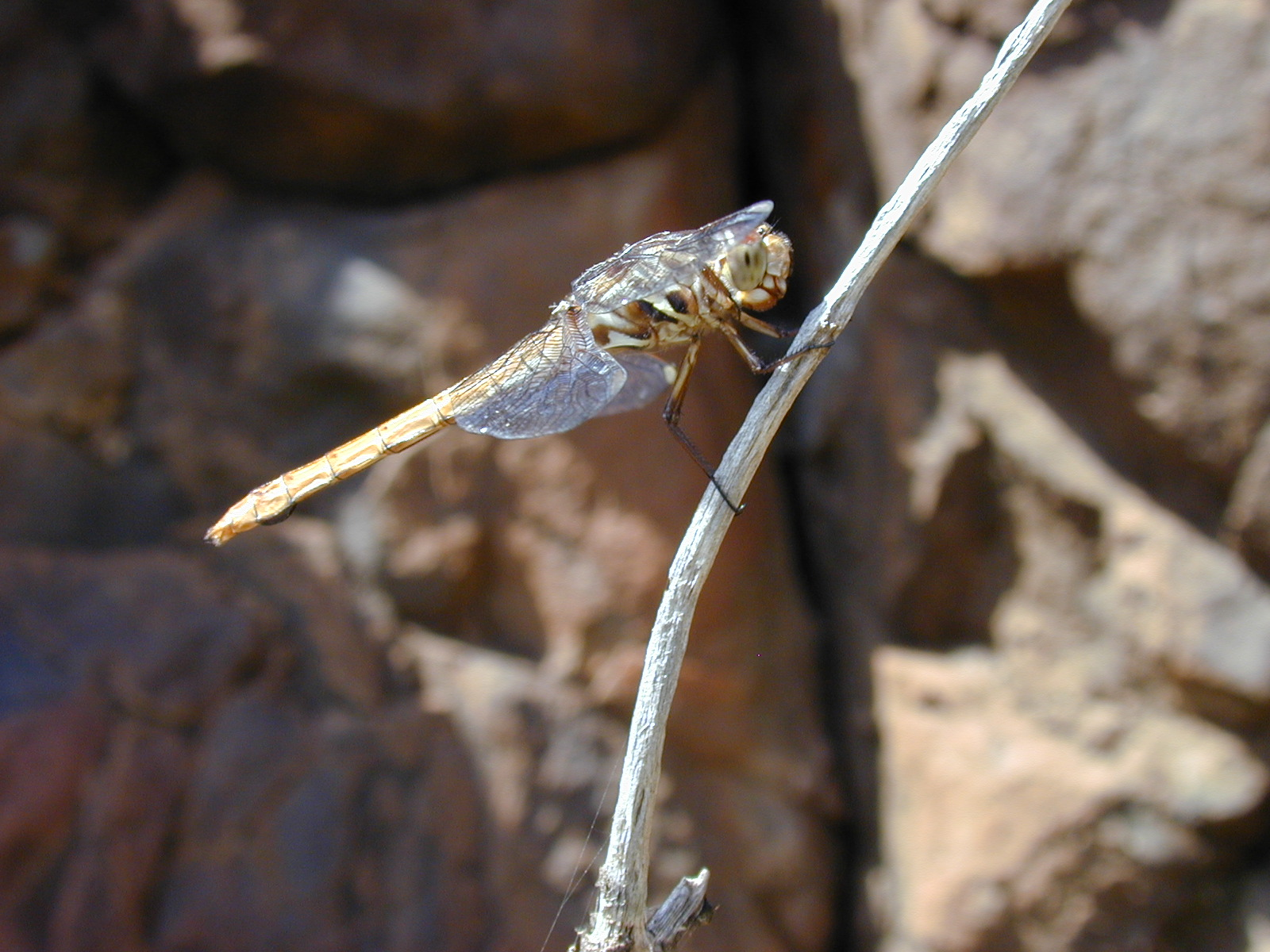
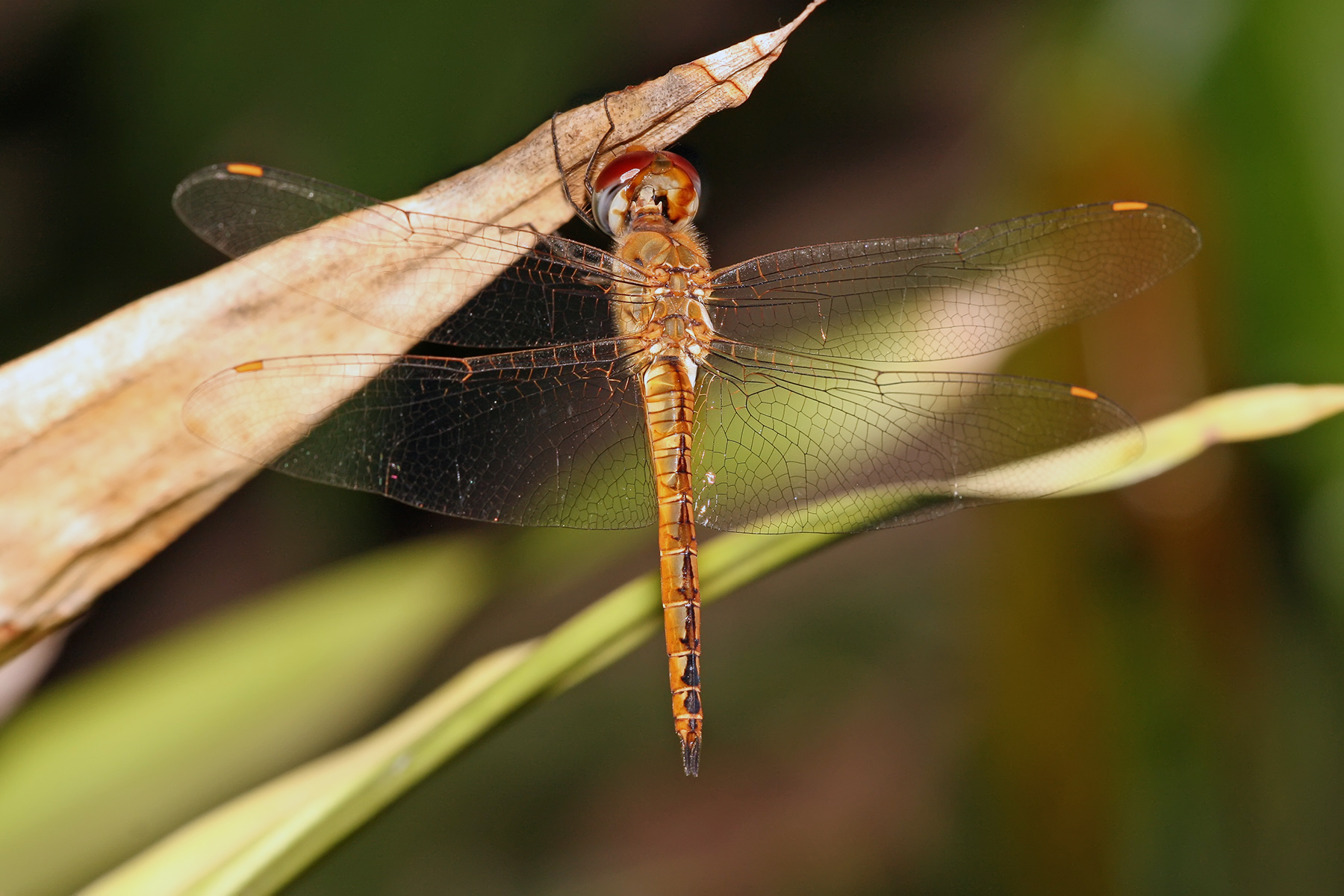